# Roberto Crivello
Roberto Crivello (Palermo, Italia, 14 de septiembre de 1991) es un futbolista italiano. Juega de defensa y su actual equipo es el Palermo de la Serie B.

## Clubes
| Club               | País       | Año           |
| ------------------ | ---------- | ------------- |
| Juventus F. C.     | Italia     | 2009-2011     |
| Carrarese (cedido) | Italia     | 2010          |
| Gela (cedido)      | Italia     | 2011          |
| San Marino         | San Marino | 2011-2013     |
| Frosinone          | Italia     | 2013-2018     |
| Spezia             | Italia     | 2018-2019     |
| Palermo            | Italia     | 2019-presente |
| Padova (cedido)    | Italia     | 2023          |